# Казагати (Мачерата)
Казагати (итал. Casagatti) насеље је у Италији у округу Мачерата, региону Марке.
Према процени из 2011. у насељу је живело 24 становника. Насеље се налази на надморској висини од 503 м.